# Frăsinet, Teleorman
Frăsinet este satul de reședință al comunei cu același nume din județul Teleorman, Muntenia, România.

## Monumente
- Cula lui Costea din Frăsinet